# Дзарасов, Руслан Солтанович
Русла́н Солта́нович Дзара́сов (род. 1963) — российский ученый, экономист. Доктор философии (PhD) по экономике (2008), доктор экономических наук (2010), профессор, заведующий кафедрой политической экономии, ныне профессор кафедры политической экономии и истории экономической науки РЭУ им. Г. В. Плеханова, главный научный сотрудник Центрального экономико-математического института Российской академии наук (ЦЭМИ РАН). Лауреат программы Фулбрайта (2011—2012).

## Биография
Сын С. С. Дзарасова.
Образование получил на кафедре экономики зарубежных стран экономического факультета МГУ (в 1980—1985 гг.), преподаватель политической экономии, экономист-международник со специализацией по экономике США, переводчик экономической литературы со знанием английского языка. В 1985—1988 гг. — в аспирантуре МГУ. В 1999—2007 гг. занимался в школе бизнеса Стаффордширского университета (Великобритания). Степени доктора (2010) и кандидата (1992, дисс. «Государственные финансы и структурная перестройка экономики США») экономических наук получил в МГУ, степень доктора философии по экономике (2008) — в Стаффордширском университете, магистр экономических наук. С 2001 года старший, ведущий научный сотрудник ЦЭМИ РАН. Директор научной школы «Экономическая теория» РЭУ им. Г. В. Плеханова, руководитель научной лаборатории «Международная политическая экономия», зам. председателя диссовета Д 212.196.16.
Член Президиума ВЭО России. Его аспирантом являлся В. Г. Колташов.
Публиковался в изданиях Journal of Contemporary Central and Eastern Europe, Cambridge Journal of Economics, Вестник РАН, Логос, Международная жизнь и др.
Соавтор учебника «Макроэкономика» (2016), монографии «Наш современник Маркс» (2018).
Автор книг «Пятидневная война на Кавказе», «За лучшую долю! Украинский кризис сквозь призму мир-системного подхода» (УРСС, 2016).
Отмечал в 2022 году, что «мы живем 14-15 лет в эпохе великой стагнации, которая последовала за глобальным финансовым крахом 2008—2010 годов». По взглядам является социал-демократом, поддерживает мир-системную теорию эволюции обществ.